# Brian Byrne (Squashspieler)
Brian Byrne (* 16. November 1984 in Kilkenny als Brian O’Brion) ist ein irischer Squashspieler.

## Karriere
Brian Byrne spielt seit 2005 auf der PSA World Tour, seine höchste Platzierung in der Weltrangliste erreichte er mit Rang 143 im November 2017. Mit der irischen Nationalmannschaft nahm er 2005, 2013 und 2017 an der Weltmeisterschaft teil. Außerdem stand er mehrfach im irischen Aufgebot bei Europameisterschaften. Von 2015 bis 2019 wurde er fünfmal in Folge irischer Vizemeister hinter Arthur Gaskin.

## Erfolge
- Irischer Vizemeister: 2015–2019